# Єлісавєта Тодорова
Єлісавєта Тодорова (болг. Елисавета Тодорова; нар. 6 вересня 1984, Велико-Тирново, Болгарія) — болгарська футболістка та тренер, півзахисниця. Майстер спорту України.

## Клубна кар'єра
Народилася в місті Велико-Тирново. Футболом займалася з 1994 року. Виступала за столичний болгарський клуб «LP Super Sport» (2003—2006). У 2006 році переїхала до України, де підписала контракт з луганською «Зорею-Спартак». У 2007 році перейшла до «Нафтохіміка». У футболці калуського клубу провела один сезон, за цей час у чемпіонаті України зіграла 6 матчів (3 голи), ще 1 поєдинок провела у кубку України. Допомогла команді виграти чемпіонат України 2007. Напередодні старту сезону 2008 року перейшла до «Іллічівки», де також провела один сезон. Про подальшу кар'єру дані відсутні.

## Кар'єра в збірній
Виступала за національну збірну Болгарії.

## Кар'єра тренера
З січня по грудень 2013 року працювала старшим тренером дівочої збірної Казахстану WU-17.

## Досягнення
«Нафтохімік» (Калуш)
- Вища ліга чемпіонату України
  -  Чемпіон (1): 2007